# Troy (Pennsylvanie)
Pour les articles homonymes, voir Troy (homonymie).
Troy, est un borough situé au centre-ouest du comté de Bradford, en Pennsylvanie, aux États-Unis,. En 2010, il comptait une population de 1 354 habitants. Il est incorporé le 11 avril 1845.

## Démographie
Lors du recensement de 2010, le borough comptait une population de 1 354 habitants. Elle est estimée, le 1er juillet 2019, à 222 habitants.

### Source de la traduction
- (en) Cet article est partiellement ou en totalité issu de l’article de Wikipédia en anglais intitulé « Troy, Pennsylvania » (voir la liste des auteurs).